# Carl F. W. Borgward

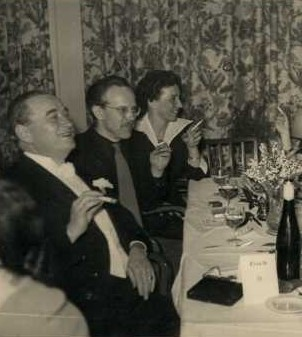
Carl Borgward (il primo a sinistra)

Carl Friedrich Wilhelm Borgward (Distretto di Altona, 10 novembre 1890 – Brema, 28 luglio 1963) è stato un imprenditore tedesco fondatore del gruppo industriale Borgward.

## Biografia
Borgward era di origini modeste, figlio del rivenditore di carbone Wilhelm Borgward e aveva dodici tra fratelli e sorelle. Intraprese gli studi di ingegneria meccanica presso l'Università tecnica di Hannover e nel 1913 conseguì la laurea in ingegneria.
Fu ferito durante la prima guerra mondiale. Nel 1919 divenne uno dei soci della Bremer Reifenindustrie che nel 1920 divenne Bremer Kühlerfabrik Borgward & Co. iniziando a produrre frigoriferi. Nel 1924 l'azienda iniziò a produrre i piccoli autocarri a tre ruote Blitzkarren e Goliath. Con il suo socio Wilhelm Tecklenborg, nel 1928 creò la società Goliath-Werke Borgward & Co. e quando nel 1931 i due soci rilevarono la Hansa-Lloyd-Werke, questa divenne il Gruppo Borgward.
Il 23 settembre 1938 il nuovo stabilimento Carl F. W. Borgward Automobil-und Motorenwerke fu aperto a Sebaldsbrück, vicino a Brema. A quel tempo l'azienda aveva 22.000 dipendenti. Fino alla fine della seconda guerra mondiale la produzione della Borgward fu principalmente di veicoli militari. 
Quando la fabbrica fu distrutta dai bombardamenti nel 1944, metà degli operai erano prigionieri di guerra e lavoratori forzati. Di conseguenza alla fine dalla guerra Carl Borgward fu processato e internato dagli alleati fino al 1948.
Un anno dopo essere stato liberato, fu di nuovo membro della Camera di Commercio e Industria di Brema. Nel 1949 fu progettata e prodotta la prima automobile Lloyd LP 300. In Germania questa vettura fu soprannominata "Leukoplastbomber" (Cerotto bombardiere) a causa della sua carrozzeria in tessuto impermeabile. La piccola auto con carrozzeria in tessuto e compensato su telaio in legno aveva un motore a due tempi ed era nello stesso segmento di mercato del Maggiolino Volkswagen e mantenne questa posizione per oltre un decennio. Nel 1949 Borgward presentò la grande berlina Hansa che era la prima vettura europea con carrozzeria ponton.
Borgward aveva preso l’idea dalle riviste americane che aveva letto durante la detenzione. Il più grande successo arrivò nel 1954 con la Borgward Isabella, vettura che andò incontro allo spirito del tempo: i clienti tedeschi desideravano infatti uno stile di tipo americano e decorazioni cromate ma con dimensioni compatte europee.
Borgward partecipò sempre alla progettazione di tutti i modelli di auto. L'aumento della concorrenza nel segmento delle vetture di media cilindrata, l'ampia e antieconomica gamma di modelli, nonché le poco oculate scelte finanziarie e tattiche del management, portarono l'azienda in crisi alla fine degli anni Cinquanta. Il nuovo modello Borgward-Lloyd Arabella avrebbe dovuto alleviare le difficoltà, ma fu ostacolato da problemi di qualità. Nel 1961 la Borgward subì una delle bancarotte più spettacolari della storia della Germania. L'azienda fu messa in liquidazione e parte delle fabbriche andarono alla Hanomag. Anni dopo la chiusura del fallimento, emerse che questo non era giustificato in quanto tutti i debiti erano stati pagati fino all'ultimo centesimo. Carl Borgward morì di infarto all'età di 72 anni il 28 luglio 1963.